# Taça do Mundo de Atletismo de 1977
A primeira edição da Taça do Mundo de Atletismo decorreu no Rheinstadion, em Düsseldorf, na República Federal Alemã, entre 2 e 4 de setembro de 1977.

## Edições
1977 | 1979 | 1981 |1985 | 1989 | 1992 | 1994 | 1998 | 2002 | 2006 | 2010 |

## Provas
| Corridas: 100 m - 200 m - 400 m - 800 m - 1500 m - 5000 m - 10000 m Obstáculos: 100 m barreiras - 110 m barreiras - 400 m barreiras - 3000 metros obstáculos Saltos: Altura - Comprimento - Triplo - Vara Lançamentos: Peso - Disco - Dardo - Martelo Estafetas: 4 x 100 m - 4 x 400 m |

## Equipes participantes
- AFR - África
- AME - Américas (excluindo Estados Unidos)
- ASI - Ásia
- EUR - Europa
- OCE - Oceania
- RDA - Alemanha Oriental
- RFA - Alemanha Ocidental (só no sector masculino)
- URS - União Soviética (só no sector feminino)
- USA - Estados Unidos

## Resultados

### Classificações gerais
| Lugar | País               | Pontos |
| ----- | ------------------ | ------ |
| 1     | Alemanha Oriental  | 127    |
| 2     | Estados Unidos     | 120    |
| 3     | Alemanha Ocidental | 112    |
| 4     | Europa             | 111    |
| 5     | Américas           | 92     |
| 6     | África             | 78     |
| 7     | Oceânia            | 48     |
| 8     | Ásia               | 44     |

| Lugar | País              | Pontos |
| ----- | ----------------- | ------ |
| 1     | Europa            | 109    |
| 2     | Alemanha Oriental | 93     |
| 3     | União Soviética   | 90     |
| 4     | Estados Unidos    | 60     |
| 5     | Américas          | 56     |
| 6     | Oceânia           | 46     |
| 7     | África            | 32     |
| 8     | Ásia              | 30     |

### Resultados por prova

#### 100 metros
| Pos. | Atleta                | País               | Equipa | Marca |
| ---- | --------------------- | ------------------ | ------ | ----- |
| 1    | Steve Williams        | Estados Unidos     | USA    | 10"13 |
| 2    | Eugen Ray             | Alemanha Oriental  | RDA    | 10"15 |
| 3    | Silvio Leonard        | Cuba               | AME    | 10"19 |
| 4    | Pietro Mennea         | Itália             | EUR    | 10"37 |
| 5    | Werner Bastians       | Alemanha Ocidental | RFA    | 10"57 |
| 6    | Suchart Chairsuvaparb | Tailândia          | ASI    | 10"67 |
| 7    | Amadou Meité          | Costa do Marfim    | AFR    | 10"70 |
| 8    | Paul Narracott        | Austrália          | OCE    | 10"71 |

Vento: -0.3m/s
| Pos. | Atleta               | País              | Equipa | Marca |
| ---- | -------------------- | ----------------- | ------ | ----- |
| 1    | Marlies Oelsner      | Alemanha Oriental | RDA    | 11"16 |
| 2    | Sonia Lannaman       | Reino Unido       | EUR    | 11"26 |
| 3    | Silvia Chivás        | Cuba              | AME    | 11"34 |
| 4    | Lyudmila Storozhkova | União Soviética   | URS    | 11"40 |
| 5    | Evelyn Ashford       | Estados Unidos    | USA    | 11"48 |
| 6    | Uti Ufon-Uko         | Nigéria           | AFR    | 11"62 |
| 7    | Denise Robertson     | Austrália         | OCE    | 11"89 |
| 8    | Lee Eun-Ja           | Coreia do Sul     | ASI    | 12"21 |

Vento: 0.0m/s

#### 200 metros
| Pos. | Atleta         | País               | Equipa | Marca |
| ---- | -------------- | ------------------ | ------ | ----- |
| 1    | Clancy Edwards | Estados Unidos     | USA    | 20"17 |
| 2    | Pietro Mennea  | Itália             | EUR    | 20"17 |
| 3    | Silvio Leonard | Cuba               | AME    | 20"30 |
| 4    | Eugen Ray      | Alemanha Oriental  | RDA    | 20"57 |
| 5    | Bernd Sattler  | Alemanha Ocidental | RFA    | 20"98 |
| 6    | Toshio Toyota  | Japão              | ASI    | 21"24 |
| 7    | Degnan Kablan  | Costa do Marfim    | AFR    | 21"26 |
| 8    | Colin McQueen  | Austrália          | OCE    | 21"75 |

Vento: +1.0m/s
| Pos. | Atleta              | País              | Equipa | Marca |
| ---- | ------------------- | ----------------- | ------ | ----- |
| 1    | Irena Szewińska     | Polónia           | EUR    | 22"72 |
| 2    | Bärbel Wöckel       | Alemanha Oriental | RDA    | 23"02 |
| 3    | Tatyana Prorochenko | União Soviética   | URS    | 23"26 |
| 4    | Evelyn Ashford      | Estados Unidos    | USA    | 23"41 |
| 5    | Silvia Chivás       | Cuba              | AME    | 23"45 |
| 6    | Denise Robertson    | Austrália         | OCE    | 23"82 |
| 7    | Uti Ufon-Uko        | Nigéria           | AFR    | 24"17 |
| 8    | Emiko Konishi       | Japão             | ASI    | 25"22 |

Vento: -0.7m/s

#### 400 metros
| Pos. | Atleta                 | País               | Equipa | Marca |
| ---- | ---------------------- | ------------------ | ------ | ----- |
| 1    | Alberto Juantorena     | Cuba               | AME    | 45"36 |
| 2    | Volker Beck            | Alemanha Oriental  | RDA    | 45"50 |
| 3    | Robert Taylor          | Estados Unidos     | USA    | 45"57 |
| 4    | Ryszard Podlas         | Polónia            | EUR    | 45"60 |
| 5    | Franz-Peter Hofmeister | Alemanha Ocidental | RFA    | 45"78 |
| 6    | Uday Khrishna Pradhu   | Índia              | ASI    | 47"75 |
|      | Felix Imadiyi          | Nigéria            | AFR    | DNS   |
|      | Rick Mitchell          | Austrália          | OCE    | DNS   |

| Pos. | Atleta          | País              | Equipa | Marca |
| ---- | --------------- | ----------------- | ------ | ----- |
| 1    | Irena Szewińska | Polónia           | EUR    | 49"52 |
| 2    | Marita Koch     | Alemanha Oriental | RDA    | 49"76 |
| 3    | Marina Sidorova | União Soviética   | URS    | 51"29 |
| 4    | Sharon Dabney   | Estados Unidos    | USA    | 51"96 |
| 5    | Aurelia Pentón  | Cuba              | AME    | 52"33 |
| 6    | Verna Burnard   | Austrália         | OCE    | 52"57 |
| 7    | Ruth Waithera   | Quênia            | AFR    | 53"90 |
| 8    | Than Than       | Myanmar           | ASI    | 55"88 |

#### 800 metros
| Pos. | Atleta             | País               | Equipa | Marca   |
| ---- | ------------------ | ------------------ | ------ | ------- |
| 1    | Alberto Juantorena | Cuba               | AME    | 1'44"04 |
| 2    | Mike Boit          | Quênia             | AFR    | 1'44"14 |
| 3    | Willi Wülbeck      | Alemanha Ocidental | RFA    | 1'45"47 |
| 4    | Mark Enyeart       | Estados Unidos     | USA    | 1'45"52 |
| 5    | Jozef Plachý       | Tchecoslováquia    | EUR    | 1'45"53 |
| 6    | John Hingham       | Austrália          | OCE    | 1'46"15 |
| 7    | Olaf Beyer         | Alemanha Oriental  | RDA    | 1'46"59 |
| 8    | Sri Ram Singh      | Índia              | ASI    | 1'47"28 |

| Pos. | Atleta              | País              | Equipa | Marca   |
| ---- | ------------------- | ----------------- | ------ | ------- |
| 1    | Totka Petrova       | Bulgária          | EUR    | 1'59"20 |
| 2    | Christine Liebetrau | Alemanha Oriental | RDA    | 1'59"47 |
| 3    | Svetlana Styrkina   | União Soviética   | URS    | 1'59"72 |
| 4    | Anne Mackie-Morelli | Canadá            | AME    | 2'02"45 |
| 5    | Sue Latter          | Estados Unidos    | USA    | 2'05"0  |
| 6    | Rose Tata           | Quênia            | AFR    | 2'07"5  |
| 7    | Phyllis Lazarakis   | Austrália         | OCE    | 2'07"07 |
| 8    | Pazit Fabian        | Israel            | ASI    | 2'12"9  |

#### 1500 metros
| Pos. | Atleta               | País               | Equipa | Marca   |
| ---- | -------------------- | ------------------ | ------ | ------- |
| 1    | Steve Ovett          | Reino Unido        | EUR    | 3'34"45 |
| 2    | Thomas Wessinghage   | Alemanha Ocidental | RFA    | 3'35"98 |
| 3    | Jürgen Straub        | Alemanha Oriental  | RDA    | 3'37"5  |
| 4    | Abderrahmane Morceli | Argélia            | AFR    | 3'37"8  |
| 5    | Takahashi Ishii      | Japão              | ASI    | 3'38"2  |
| 6    | Dave Hill            | Canadá             | AME    | 3'39"2  |
| 7    | Steve Scott          | Estados Unidos     | USA    | 3'44"0  |
|      | John Walker          | Nova Zelândia      | OCE    | DNF     |

| Pos. | Atleta            | País              | Equipa | Marca   |
| ---- | ----------------- | ----------------- | ------ | ------- |
| 1    | Tatyana Kazankina | União Soviética   | URS    | 4'12"74 |
| 2    | Francie Larrieu   | Estados Unidos    | USA    | 4'13"00 |
| 3    | Ulrike Bruns      | Alemanha Oriental | RDA    | 4'13"1  |
| 4    | Natalia Marasescu | Roménia           | EUR    | 4'13"1  |
| 5    | Penny Werthner    | Canadá            | AME    | 4'14"6  |
| 6    | Sakina Boutamine  | Argélia           | AFR    | 4'18"5  |
| 7    | Junko Yoshitomi   | Japão             | ASI    | 4'24"8  |
| 8    | Anne Garrett      | Nova Zelândia     | OCE    | 4'31"5  |

#### 5000 metros/3000 metros
| Pos. | Atleta            | País               | Equipa | Marca    |
| ---- | ----------------- | ------------------ | ------ | -------- |
| 1    | Miruts Yifter     | Etiópia            | AFR    | 13'13"82 |
| 2    | Martin Liquori    | Estados Unidos     | USA    | 13'15"06 |
| 3    | David Fitzsimons  | Austrália          | OCE    | 13'17"42 |
| 4    | Nick Rose         | Reino Unido        | EUR    | 13'20"35 |
| 5    | Manfred Kuschmann | Alemanha Oriental  | RDA    | 13'24"98 |
| 6    | Karl Fleschen     | Alemanha Ocidental | RFA    | 13'31"7  |
| 7    | Hideki Kita       | Japão              | ASI    | 13'40"4  |
| 8    | Domingo Tibaduíza | Colômbia           | AME    | 14'13"3  |

| Pos. | Atleta             | País              | Equipa | Marca   |
| ---- | ------------------ | ----------------- | ------ | ------- |
| 1    | Grete Waitz        | Noruega           | EUR    | 8'43"5  |
| 2    | Lyudmila Bragina   | União Soviética   | URS    | 8'46"3  |
| 3    | Jane Merrill       | Estados Unidos    | USA    | 8'46"6  |
| 4    | Ulrike Bruns       | Alemanha Oriental | RDA    | 8'49"2  |
| 5    | Angela Cook        | Austrália         | OCE    | 9'14"6  |
| 6    | Debbie Scott       | Canadá            | AME    | 9'18"7  |
| 7    | Elizabeth Cheptum  | Quênia            | AFR    | 9'22"1  |
| 8    | Kandasamy Jayamani | Singapura         | ASI    | 10'10"5 |

#### 10000 metros
| Pos. | Atleta          | País               | Equipa | Marca   |
| ---- | --------------- | ------------------ | ------ | ------- |
| 1    | Miruts Yifter   | Etiópia            | AFR    | 28'32"3 |
| 2    | Jörg Peter      | Alemanha Oriental  | RDA    | 28'34"0 |
| 3    | Jos Hermens     | Países Baixos      | EUR    | 28'35"0 |
| 4    | Detlef Uhlemann | Alemanha Ocidental | RFA    | 28'38"7 |
| 5    | Rodolfo Gómez   | México             | AME    | 28'45"5 |
| 6    | Frank Shorter   | Estados Unidos     | USA    | 28'52"5 |
| 7    | Toshiaki Kamata | Japão              | ASI    | 28'56"3 |
|      | Chris Wardlaw   | Austrália          | OCE    | DNF     |

#### 110 metros barreiras/100 metros barreiras
| Pos. | Atleta            | País               | Equipa | Marca |
| ---- | ----------------- | ------------------ | ------ | ----- |
| 1    | Thomas Munkelt    | Alemanha Oriental  | RDA    | 13"41 |
| 2    | Alejandro Casañas | Cuba               | AME    | 13"50 |
| 3    | Charles Foster    | Estados Unidos     | USA    | 13"51 |
| 4    | Jan Pusty         | Polónia            | EUR    | 13"66 |
| 5    | Godwin Obasogie   | Nigéria            | AFR    | 13"95 |
| 6    | Dieter Gebhard    | Alemanha Ocidental | RFA    | 14"09 |
| 7    | Warren Parr       | Austrália          | OCE    | 14"23 |
| 8    | Ishtaq Mubarak    | Malásia            | ASI    | 14"37 |

Vento: 0.0m/s
| Pos. | Atleta               | País              | Equipa | Marca |
| ---- | -------------------- | ----------------- | ------ | ----- |
| 1    | Grazyna Rabsztyn     | Polónia           | EUR    | 12"70 |
| 2    | Johanna Klier        | Alemanha Oriental | RDA    | 12"86 |
| 3    | Lyubov Nikitenko     | União Soviética   | URS    | 12"87 |
| 4    | Esther Roth          | Israel            | ASI    | 13"26 |
| 5    | Patty Van Wolvelaere | Estados Unidos    | USA    | 13"54 |
| 6    | Joanne McLeod        | Canadá            | AME    | 14"00 |
| 7    | Modupe Oshikoya      | Nigéria           | AFR    | 14"02 |
| 8    | Glynis Nunn          | Austrália         | OCE    | 14"75 |

Vento: 0.0m/s

#### 400 metros barreiras
| Pos. | Atleta           | País               | Equipa | Marca |
| ---- | ---------------- | ------------------ | ------ | ----- |
| 1    | Edwin Moses      | Estados Unidos     | USA    | 47"58 |
| 2    | Volker Beck      | Alemanha Oriental  | RDA    | 48"83 |
| 3    | Harald Schmid    | Alemanha Ocidental | RFA    | 48"85 |
| 4    | Alan Pascoe      | Reino Unido        | EUR    | 49"73 |
| 5    | Peter Rwamuhanda | Uganda             | AFR    | 50"48 |
| 6    | Garry Brown      | Austrália          | OCE    | 50"89 |
| 7    | Dámaso Alfonso   | Cuba               | AME    | 50"95 |
|      | Takashi Nagao    | Japão              | ASI    | 52"10 |

#### 3000 metros obstáculos
| Pos. | Atleta            | País               | Equipa | Marca  |
| ---- | ----------------- | ------------------ | ------ | ------ |
| 1    | Michael Karst     | Alemanha Ocidental | RFA    | 8'21"6 |
| 2    | Eshetu Tura       | Etiópia            | AFR    | 8'22"5 |
| 3    | George Malley     | Estados Unidos     | USA    | 8'25"2 |
| 4    | Euan Robertson    | Nova Zelândia      | OCE    | 8'25"5 |
| 5    | Frank Baumgartl   | Alemanha Oriental  | RDA    | 8'26"4 |
| 6    | Masanari Shintaku | Japão              | ASI    | 8'48"7 |
| 7    | Carlos Martínez   | México             | AME    | 8'58"7 |
|      | Dan Glans         | Suécia             | EUR    | DNF    |

#### Estafeta 4 x 100 metros
| Pos. | Atletas | Equipa | Marca    |
| ---- | --- | ------ | -------- |
| 1    | Bill Collins · Steve Riddick · Cliff Wiley · Steve Williams, Estados Unidos                                              | USA    | 38"03 WR |
| 2    | Manfred Kokot · Eugen Ray · Detlef Kübeck · Alexander Thieme, Alemanha Oriental                                          | RDA    | 38"57    |
| 3    | Rui da Silva, Brasil · Silvio Leonard, Cuba · Don Quarrie, Jamaica · Osvaldo Lara, Cuba                                  | AME    | 38"56    |
| 4    | Aleksandr Aksinin · Nikolay Kolesnikov · Yuriy Silov · Valeriy Borzov, União Soviética                                   | EUR    | 39"05    |
| 5    | Werner Bastians · Bernd Sattler · Dieter Steinmann · Michael Gruse, Alemanha Ocidental                                   | RFA    | 39"20    |
| 6    | Samson Oyeledon, Nigéria · Théophile Nkounkou, República do Congo · Amadou Meité, Costa do Marfim · Momar N'Dao, Senegal | AFR    | 39"74    |
| 7    | Paul Narracott, Austrália · Barry Besanko, Austrália · Gary Henley-Smith, Nova Zelândia · Colin McQueen, Austrália       | OCE    | 40"08    |
| 8    | Anat Ratanapol, Tailândia · Suchart Chairsuvaparb, Tailândia · Ok Sein-Jin, Coreia do Sul · Farhan Al-Roumaihi, Catar    | ASI    | 41"09    |

| Pos. | Atletas | Equipa | Marca |
| ---- | --- | ------ | ----- |
| 1    | Elvira Possekel, Alemanha Ocidental · Andrea Lynch, Reino Unido · Annegret Richter, Alemanha Ocidental · Sonia Lannaman, Reino Unido | EUR    | 42"51 |
| 2    | Monika Hamann · Romy Schneider · Ingrid Brestrich · Marlies Oelsner, Alemanha Oriental                                               | RDA    | 42"65 |
| 3    | Vera Anisimova · Lyudmila Maslakova · Marina Sidorova · Lyudmila Storozhkova, União Soviética                                        | URS    | 42"91 |
| 4    | Lilieth Hodges, Jamaica · Silvia Chivás, Cuba · Patty Loverock, Canadá · Jackie Pusey, Jamaica                                       | AME    | 42"95 |
| 5    | Wendy Brown, Nova Zelândia · Raelene Boyle, Austrália · Barbara Wilson, Austrália · Debbie Wells, Austrália                          | OCE    | 44"20 |
| 6    | Eno Ekpo, Nigéria · Nazaeli Kyomo, Tanzânia · Fatou Cissokho, Senegal · Uti Ufon-Uko, Nigéria                                        | AFR    | 46"67 |
| 7    | Carolina Rieuwpassa, Indonésia · Marina Chin Leng Sim, Malásia · Emiko Konishi, Japão · Lee Eun-Ja, Coreia do Sul                    | ASI    | 47"40 |
|      | Renaye Bowen · Pam Jiles · Rosalyn Bryant · Evelyn Ashford, Estados Unidos                                                           | USA    | DNF   |

#### Estafeta 4 x 400 metros
| Pos. | Atletas | Equipa | Marca   |
| ---- | --- | ------ | ------- |
| 1    | Lothar Krieg · Franz-Peter Hofmeister · Harald Schmid · Bernd Herrmann, Alemanha Ocidental                             | RFA    | 3'01"24 |
| 2    | Јоsip Alebić, Iugoslávia · Francis Demarthon, França · David Jenkins, Reino Unido · Ryszard Podlas, Polónia            | EUR    | 3'02"47 |
| 3    | Delmo da Silva, Brasil · Fred Sowerby, Antígua e Barbuda · Brian Saunders, Canadá · Alberto Juantorena, Cuba           | AME    | 3'02"77 |
| 4    | Reinhard Kokot · Olaf Beyer · Gunter Arnold · Volker Beck, Alemanha Oriental                                           | RDA    | 3'03"91 |
| 5    | Degnan Kablan, Costa do Marfim · Samson Kebenei, Quênia · Dele Udo, Nigéria · Felix Imadiyi, Nigéria                   | AFR    | 3'04"28 |
| 6    | John Higham, Austrália · Rick Mitchell, Austrália · Anthony Hodgins, Austrália · Steve Erkkila, Nova Zelândia          | OCE    | 3'06"3  |
| 7    | Ku Boon-Chil, Coreia do Sul · Mohammed-Reza Entezari, Irão · Wang Lung-Hu, Taipé Chinesa · Uday Khrishna Pradhu, Índia | ASI    | 3'10"9  |
|      | Stanley Vinson · Thomas Andrews · Edwin Moses · Maxie Parks, Estados Unidos                                            | USA    | DNF     |

| Pos. | Atletas | Equipa | Marca   |
| ---- | --- | ------ | ------- |
| 1    | Bettina Popp · Barbara Krug · Christine Brehmer · Marita Koch, Alemanha Oriental                                       | RDA    | 3'24"04 |
| 2    | Rita Bottiglieri, Itália · Donna Hartley, Reino Unido · Dagmar Furhmann, Alemanha Ocidental · Irena Szewińska, Polónia | EUR    | 3'25"8  |
| 3    | Lyudmila Aksyonova · Natalya Sokolova · Tatyana Prorochenko · Marina Sidorova, União Soviética                         | URS    | 3'27"0  |
| 4    | Marian Fisher · Verna Burnard · Bethanie Nail · Christine Dale, Austrália                                              | OCE    | 3'30"5  |
| 5    | Joyce Yakubowich, Canadá · Jackie Pusey, Jamaica · Helen Blake, Jamaica · Aurelia Pentón, Cuba                         | AME    | 3'31"0  |
| 6    | Sharon Dabney · Pam Jiles · Kim Thomas · Rosalyn Bryant, Estados Unidos                                                | USA    | 3'33"0  |
| 7    | Ruth Kyalisima, Uganda · Marième Boye, Senegal · Tekla Chemabwai, Quênia · Ruth Waithera, Quênia                       | AFR    | 3'36"3  |
| 8    | Lai Lee-Chiao, Taipé Chinesa · Keiko Nagasawa, Japão · Carolina Rieuwpassa, Indonésia · Than Than, Myanmar             | ASI    | 3'53"8  |

#### Salto em altura
| Pos. | Atleta            | País               | Equipa | Marca  |
| ---- | ----------------- | ------------------ | ------ | ------ |
| 1    | Rolf Beilschmidt  | Alemanha Oriental  | RDA    | 2,30 m |
| 2    | Dwight Stones     | Estados Unidos     | USA    | 2,27 m |
| 3    | Jacek Wszoła      | Polónia            | EUR    | 2,24 m |
| 4    | Carlo Thränhardt  | Alemanha Ocidental | RFA    | 2,21 m |
| 5    | Paul Ngadjadoum   | Chade              | AFR    | 2,15 m |
| 6    | Richard Spencer   | Cuba               | AME    | 2,15 m |
| 7    | Gordon Windeyer   | Austrália          | OCE    | 2,10 m |
| 7    | Temou Ali Ghiassi | Irão               | ASI    | 2,10 m |

| Pos. | Atleta              | País              | Equipa | Marca  |
| ---- | ------------------- | ----------------- | ------ | ------ |
| 1    | Rosemarie Ackermann | Alemanha Oriental | RDA    | 1,98 m |
| 2    | Sara Simeoni        | Itália            | EUR    | 1,92 m |
| 3    | Debbie Brill        | Canadá            | AME    | 1,89 m |
| 4    | Louise Ritter       | Estados Unidos    | USA    | 1,83 m |
| 5    | Nadezhda Marinenko  | União Soviética   | URS    | 1,83 m |
| 6    | Chris Annison       | Austrália         | OCE    | 1,75 m |
| 7    | Tamami Yagi         | Japão             | ASI    | 1,75 m |
| 8    | Caromella Mumbi     | Zâmbia            | AFR    | 1,60 m |

#### Salto com vara
| Pos. | Atleta                | País               | Equipa | Marca  |
| ---- | --------------------- | ------------------ | ------ | ------ |
| 1    | Mike Tully            | Estados Unidos     | USA    | 5,60 m |
| 2    | Władysław Kozakiewicz | Polónia            | EUR    | 5,55 m |
| 3    | Axel Weber            | Alemanha Oriental  | RDA    | 5,30 m |
| 4    | Don Baird             | Austrália          | OCE    | 5,20 m |
| 5    | Itsuo Takanezawa      | Japão              | ASI    | 5,10 m |
| 6    | Günther Lohre         | Alemanha Ocidental | RFA    | 5,10 m |
| 7    | Bruce Simpson         | Canadá             | AME    | 4,90 m |
|      | Kaddour Rahal         | Argélia            | AFR    | NH     |

#### Salto em comprimento
| Pos. | Atleta             | País               | Equipa | Marca  |
| ---- | ------------------ | ------------------ | ------ | ------ |
| 1    | Arnie Robinson     | Estados Unidos     | USA    | 8,19 m |
| 2    | Hans Baumgartner   | Alemanha Ocidental | RFA    | 7,96 m |
| 3    | Charlton Ehizuelen | Nigéria            | AFR    | 7,89 m |
| 4    | Nenad Stekić       | Iugoslávia         | EUR    | 7,79 m |
| 5    | Frank Wartenberg   | Alemanha Oriental  | RDA    | 7,79 m |
| 6    | Junichi Usui       | Japão              | ASI    | 7,68 m |
| 7    | Kerry Hill         | Nova Zelândia      | OCE    | 7,18 m |
| 8    | David Giralt       | Cuba               | AME    | 6,77 m |

| Pos. | Atleta            | País              | Equipa | Marca  |
| ---- | ----------------- | ----------------- | ------ | ------ |
| 1    | Lyn Jacenko       | Austrália         | OCE    | 6,54 m |
| 2    | Jarmila Nygrýnová | Tchecoslováquia   | EUR    | 6,48 m |
| 3    | Tatyana Skachko   | União Soviética   | URS    | 6,48 m |
| 4    | Brigitte Kunzel   | Alemanha Oriental | RDA    | 6,42 m |
| 5    | Sumie Awara       | Japão             | ASI    | 6,23 m |
| 6    | Modupe Oshikoya   | Nigéria           | AFR    | 6,15 m |
| 7    | Jane Frederick    | Estados Unidos    | USA    | 6,13 m |
| 8    | Shonel Ferguson   | Bahamas           | AME    | 6,11 m |

#### Triplo salto
| Pos. | Atleta                  | País               | Equipa | Marca   |
| ---- | ----------------------- | ------------------ | ------ | ------- |
| 1    | João Carlos de Oliveira | Brasil             | AME    | 16,68 m |
| 2    | Anatoliy Piskulin       | União Soviética    | URS    | 16,61 m |
| 3    | Klaus Hufnagel          | Alemanha Oriental  | RDA    | 16,43 m |
| 4    | Charlton Ehizuelen      | Nigéria            | AFR    | 16,31 m |
| 5    | Milan Tiff              | Estados Unidos     | USA    | 16,24 m |
| 6    | Wolfgang Kolmesee       | Alemanha Ocidental | RFA    | 16,24 m |
| 7    | Toshiaki Inoue          | Japão              | ASI    | 15,89 m |
| 8    | Don Commons             | Austrália          | OCE    | 14,70 m |

#### Arremesso do peso
| Pos. | Atleta           | País               | Equipa | Marca   |
| ---- | ---------------- | ------------------ | ------ | ------- |
| 1    | Udo Beyer        | Alemanha Oriental  | RDA    | 21,74 m |
| 2    | Reijo Ståhlberg  | Finlândia          | EUR    | 20,46 m |
| 3    | Ralf Reichenbach | Alemanha Ocidental | RFA    | 19,97 m |
| 4    | Terry Albritton  | Estados Unidos     | USA    | 19,85 m |
| 5    | Bruno Pauletto   | Canadá             | AME    | 18,30 m |
| 6    | Emad Fayez       | Egito              | AFR    | 17,46 m |
| 7    | Bahadur Singh    | Índia              | ASI    | 17,43 m |
| 8    | Keith Falla      | Nova Zelândia      | OCE    | 15,92 m |

| Pos. | Atleta                | País              | Equipa | Marca   |
| ---- | --------------------- | ----------------- | ------ | ------- |
| 1    | Helena Fibingerová    | Tchecoslováquia   | EUR    | 20,63 m |
| 2    | Svetlana Krachevskaya | União Soviética   | URS    | 20,39 m |
| 3    | Maren Seidler         | Estados Unidos    | USA    | 15,50 m |
| 4    | Lucette Moreau        | Canadá            | AME    | 15,16 m |
| 5    | Barbara Beable        | Austrália         | OCE    | 15,02 m |
| 6    | Park Ok-Ja            | Coreia do Sul     | ASI    | 14,60 m |
| 7    | Nnenna Njoku          | Nigéria           | AFR    | 12,43 m |
|      | Ilona Slupianek       | Alemanha Oriental | RDA    | DQ      |

Apesar de ter vencido a prova com 20,93m, Ilona Slupianek foi posteriormente
 desclassificada por ter faltado a um controlo anti-doping realizado numa competição
 disputada algumas semanas antes.

#### Lançamento do disco
| Pos. | Atleta           | País               | Equipa | Marca   |
| ---- | ---------------- | ------------------ | ------ | ------- |
| 1    | Wolfgang Schmidt | Alemanha Oriental  | RDA    | 67,14 m |
| 2    | Mac Wilkins      | Estados Unidos     | USA    | 66,64 m |
| 3    | Hein-Direck Neu  | Alemanha Ocidental | RFA    | 62,64 m |
| 4    | Markku Tuokko    | Finlândia          | EUR    | 61,36 m |
| 5    | Julián Morrison  | Cuba               | AME    | 58,98 m |
| 6    | Praveen Kumar    | Índia              | ASI    | 53,24 m |
| 7    | Robin Tait       | Nova Zelândia      | OCE    | 52,90 m |
| 8    | Tarwat Said      | Egito              | AFR    | 45,12 m |

| Pos. | Atleta          | País              | Equipa | Marca   |
| ---- | --------------- | ----------------- | ------ | ------- |
| 1    | Faina Melnik    | União Soviética   | URS    | 68,10 m |
| 2    | Argentina Menis | Roménia           | EUR    | 63,38 m |
| 3    | Sabine Engel    | Alemanha Oriental | RDA    | 63,13 m |
| 4    | Lucette Moreau  | Canadá            | AME    | 54,52 m |
| 5    | Lynne Winbigler | Estados Unidos    | USA    | 53,16 m |
| 6    | Gael Mulhall    | Austrália         | OCE    | 50,66 m |
| 7    | Park Ok-Ja      | Coreia do Sul     | ASI    | 45,68 m |
| 8    | Fethia Jerbi    | Tunísia           | AFR    | 44,58 m |

#### Lançamento do dardo
| Pos. | Atleta           | País               | Equipa | Marca   |
| ---- | ---------------- | ------------------ | ------ | ------- |
| 1    | Michael Wessing  | Alemanha Ocidental | RFA    | 87,46 m |
| 2    | Wolfgang Hanisch | Alemanha Oriental  | RDA    | 84,28 m |
| 3    | Miklós Németh    | Hungria            | EUR    | 80,82 m |
| 4    | Rod Ewaliko      | Estados Unidos     | USA    | 77,26 m |
| 5    | Juan Jarvis      | Cuba               | AME    | 77,06 m |
| 6    | Michael O'Rourke | Nova Zelândia      | OCE    | 74,46 m |
| 7    | Ali Memmi        | Tunísia            | AFR    | 70,48 m |
| 8    | Mohammed Munir   | Paquistão          | ASI    | 69,54 m |

| Pos. | Atleta              | País              | Equipa | Marca      |
| ---- | ------------------- | ----------------- | ------ | ---------- |
| 1    | Ruth Fuchs          | Alemanha Oriental | RDA    | 62,36 m    |
| 2    | Nadezhda Yakubovich | União Soviética   | URS    | 62,02 m    |
| 3    | Tessa Sanderson     | Reino Unido       | EUR    | 60,30 m    |
| 4    | Kate Schmidt        | Estados Unidos    | USA    | 59,46 m    |
| 5    | Emiko Myokai        | Japão             | ASI    | 55,42 m    |
| 6    | Agnès Tchuinté      | Camarões          | AFR    | 53,70 m AR |
| 7    | Pam Matthews        | Austrália         | OCE    | 51,14 m    |
| 8    | Marli dos Santos    | Brasil            | AME    | 46,52 m    |

#### Lançamento do martelo
| Pos. | Atleta           | País               | Equipa | Marca   |
| ---- | ---------------- | ------------------ | ------ | ------- |
| 1    | Karl-Hans Riehm  | Alemanha Ocidental | RFA    | 75,64 m |
| 2    | Jochen Sachse    | Alemanha Oriental  | RDA    | 75,40 m |
| 3    | Peter Farmer     | Austrália          | OCE    | 73,92 m |
| 4    | Yuriy Sedykh     | União Soviética    | EUR    | 72,20 m |
| 5    | Scott Neilson    | Canadá             | AME    | 67,18 m |
| 6    | Emmitt Berry     | Estados Unidos     | USA    | 63,16 m |
| 7    | No Kyung-Yul     | Coreia do Sul      | ASI    | 57,88 m |
| 8    | Youssef Ben Abid | Tunísia            | AFR    | 49,88 m |

## Legenda
- WR : Recorde do mundo
- AR : Recorde continental
- NR : Recorde nacional
- DQ : Desqualificado
- DNF: Abandono
- DNS: Não partiu
- NH : Não marcou